# Platythomisini
Platythomisini Simon, 1895 è una tribù di ragni appartenente alla famiglia Thomisidae.

## Distribuzione
I due generi oggi noti di questa tribù sono diffusi in Africa e Asia sudorientale (Platythomisus) e in Australia (Poecilothomisus).

## Tassonomia
A dicembre 2013, gli aracnologi riconoscono due generi appartenenti a questa tribù:
- Platythomisus Doleschall, 1859 - Africa meridionale, orientale, Guinea, Congo, Costa d'Avorio, Giava, Sumatra, India
- Poecilothomisus Simon, 1895 - Australia settentrionale